# Jac. P. Thijsse

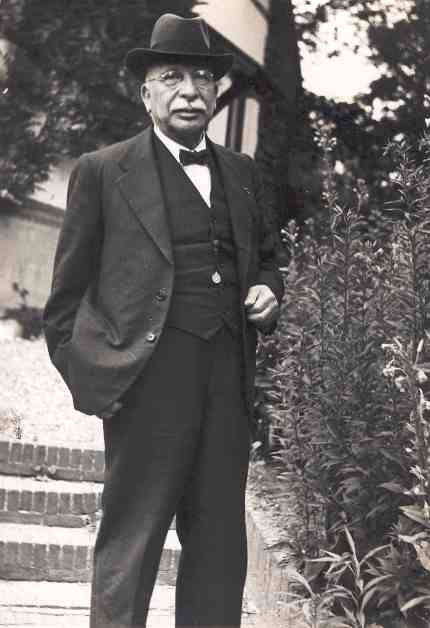
Jac. P. Thijsse

Jacobus (Jac) Pieter Thijsse (* 25. Juli 1865 in Maastricht; † 8. Januar 1945 in Overveen nahe Haarlem) gilt in den Niederlanden als Pionier des Naturschutzes.

## Leben
Er war Grundschullehrer und 1891 Rektor einer Grundschule auf der Insel Texel. Dort lernte er die Natur lieben. Da seine Ehefrau Heimweh nach ihrer Heimatstadt Amsterdam hatte, kehrten die beiden im Jahre 1893 dorthin zurück. Er lernte Eli Heimans kennen, der seine Naturliebe teilte.
Als die Stadt Amsterdam 1904 den Moorsee Naardermeer bei Naarden mit Stadtmüll zuschütten lassen wollte, entschlossen sich Thijsse und Heimans, sich dagegen zu wehren. Sie gründeten den Verein zum Schutz der Naturdenkmäler in den Niederlanden, der jetzt noch als Natuurmonumenten besteht und der älteste Naturschutzorganisation des Landes ist (Siehe die Webseite des Vereins).
Zwischen 1906 und 1938 schrieb er die Texte der äußerst erfolgreichen Verkade-albums über Naturthemen. Das waren Alben der Firma Verkade, in die man die Farbbilder einkleben konnte, die diese ihren Keksen, dem Kakaopulver und anderen Produktpackungen beilegte.
Wegen seiner Verdienste für den Naturschutz und die Grundschulausbildung auf diesem Gebiet verlieh ihm die Universität Amsterdam am 18. September 1922 einen Ehrendoktortitel der Biologie.